# Fernando Balda

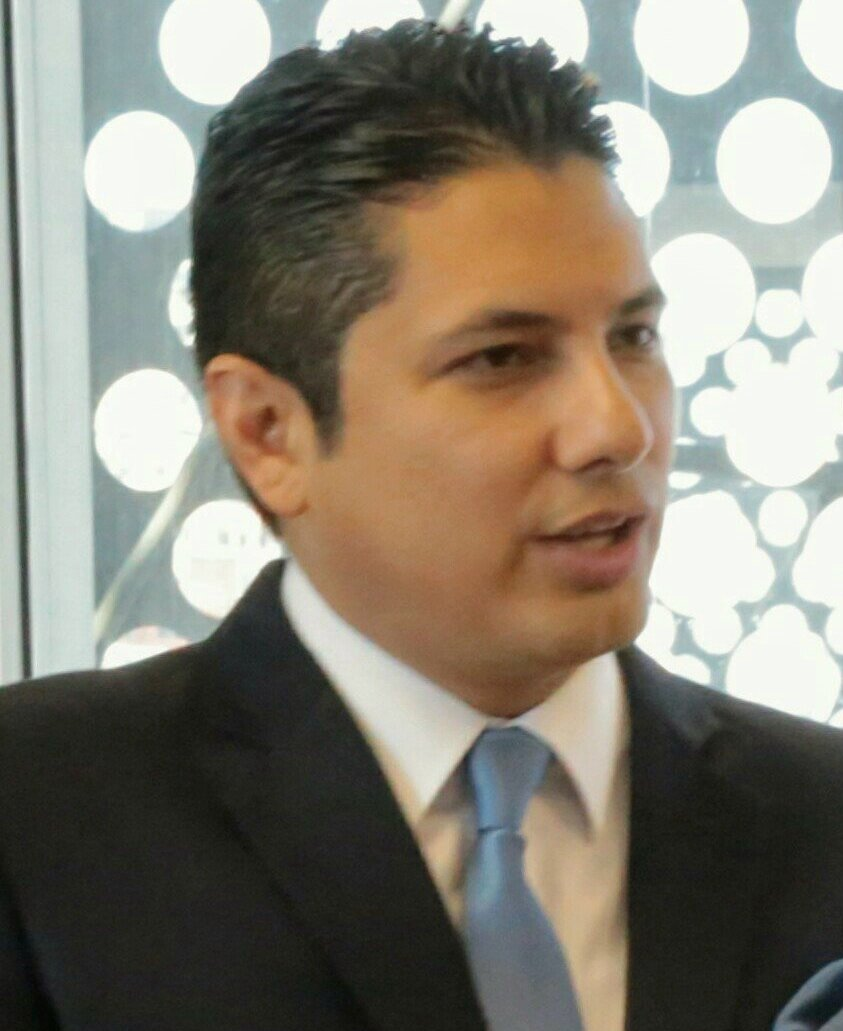
Fernando Balda

Fernando Balda Flores ist ein ecuadorianischer Politiker, der im Juli 2012 in Bogotá in Kolumbien entführt wurde. Er war dorthin geflohen, nachdem er sich vom Parlamentarier der Regierungspartei Alianza PAÍS im Jahr 2009 zum Gegner der Regierung und Mitglied der Oppositionspartei Partido Sociedad Patriótica (PSP) gewandelt hatte und ihm eine Mitverantwortung an der Meuterei in Ecuador 2010 vorgeworfen wurde. Ecuador bat Belgien im Juli 2018 per "internationalem Haftbefehl" über Interpol um die Auslieferung des ehemaligen ecuadorianischen Präsidenten Rafael Correa, der für die Entführung mitverantwortlich sein soll. Balda wurde im Oktober 2012 von Kolumbien nach Ecuador ausgeliefert, um eine Gefängnisstrafe zu verbüßen. Er ist verheiratet und hat vier Kinder.